# Погорілець (заказник)
Погорі́лець — орнітологічний заказник місцевого значення в Україні. Розташований на території Болехівської міської ради Івано-Франківської області, на північний захід від села Тисів.
Площа — 11,2 га, статус отриманий у 2004 році. Перебуває у віданні ДП «Болехівський держлісгосп» (Болехівське лісництво, кв. 42, вид. 1, 10).